# AN-94

De AN-94 (Russisch: 5,45 мм автомат Никонова образца 1994 года; 5,45 mm Avtomat Nikonova obraztsa 1994 goda) is een modern aanvalsgeweer van de Russische fabrikant Izjmasj. AN-94 staat voor Avtomat Nikonova model 1994.
De AN-94 heeft een uniek gasdruksysteem dat de terugstoot vermindert. Hierdoor is het mogelijk om twee schoten zeer accuraat op een doel af te vuren. De AN-94 of Abakan kan worden uitgerust met een GP-25/GP-30 granaatwerper en verschillende vizieren zoals de Kobra en de PSO-1.